# Energija
Energíja je sestavljena fizikalna količina. Je neusmerjena (skalarna) veličina in je povezana s sposobnostjo opravljanja dela in/ali prenosa toplote. Poimenovanje izhaja iz starogrškega ἐνέργεια: energeia – dejavnost, oziroma starogrškega ἐνεργός: energos – dejaven, delaven. Po zakonu o ohranitvi energije se skupna energija sistema spremeni natanko za prejeto ali oddano delo oziroma toploto. Energije se torej ne da ustvariti ali uničiti – če se je na primer, na račun oddanega dela zmanjšala skupna energija opazovanega sistema, se je za natanko toliko na račun prejetega dela povečala energija njegove okolice. Možnost pretvarjanja energije v delo opisuje drugi zakon termodinamike.
V življenju se energijo povezuje s sposobnostjo teles, da opravljajo delo. Energijske izgube v tehniki in širše predstavljajo vloženo energijo, ki se je ne rabi za koristen namen. V fiziki je energija povezana s stanjem sistema. Energija, ena najpomembnejših fizikalnih količin, nastopa v energijskem zakonu: sprememba polne energije sistema je enaka vsoti dovedenega dela in dovedene toplote.
Polno energijo sestavljajo kinetična energija, ki jo ima telo zaradi svojega gibanja, potencialna energija, ki jo ima telo zaradi svoje lege glede na druga telesa, delujoča nanj z gravitacijsko (težnostna potencialna energija) ali električno silo (električna potencialna energija), energija električnega polja, ki jo ima električno polje, energija magnetnega polja, ki jo ima magnetno polje, notranja energija, ki jo ima telo zaradi svojega stanja in lastna energija, ki jo ima telo zaradi svoje lastne mase.
Enota za merjenje energije je džul (joule), poleg tega se rabijo še njene izpeljanke (kJ, MJ, PJ, itd.) Običajno je bolj poznana druga oblika enote Ws (vatsekunda (wattsekunda), 1 J = 1 Ws) in izpeljanke, kot so Wh, kWh, MWh. Druge enote za energijo so še elektronvolt, kalorija, erg in BTU.

## Kinetična energija
Kinetična energija je energija, ki jo ima telo zaradi svojega gibanja. Gibanje je lahko translacijsko, s čimer je povezana translacijska kinetična energija:
{\displaystyle W_{\rm {k}}={\frac {1}{2}}mv^{2}\!\,.}
Pri tem je m masa telesa, v pa njegova hitrost.
Telesa, ki niso točkasta, se lahko tudi vrtijo okrog svoje osi. S tem je povezana vrtilna ali rotacijska kinetična energija:
{\displaystyle W_{\rm {k}}={\frac {1}{2}}J\omega ^{2}\!\,.}
Pri tem je J vztrajnostni moment telesa, ω pa njegova kotna hitrost.
V splošnem se lahko vsako gibanje togega telesa razstavi na translacijsko gibanje ter vrtenje okrog lastne osi, zato se lahko njegovo kinetično energijo izračuna kot vsoto translacijske kinetične energije težišča ter rotacijske kinetične energije pri vrtenju okrog osi, ki prebada težišče.

## Potencialna energija
Potencialna energija je energija, ki jo ima telo v polju sil. Telo z dano maso m ima tako v gravitacijskem polju določeno težnostno potencialno energijo:
{\displaystyle W_{\rm {p}}=mgh\!\,,}
kjer je g težni pospešek, h pa višina telesa glede na izbrano ničelno ravnino, kjer je po dogovoru potencialna energija enaka nič.
Telo z danim električnim nabojem ima v električnem polju električno potencialno energijo.
Potencialno energijo se lahko vpelje v kateremkoli polju sil, če so sile konservativne.
Pogosto se vsota kinetične in potencialne energije imenuje tudi mehanska energija.

## Notranja energija
Notranja energija je energija, ki jo ima telo zaradi svojega stanja. Stanje sistema se navadno opredeli s termodinamskimi spremenljivkami, kot so temperatura, tlak ali prostornina. Posebej enostaven zgled za odvisnost notranje energije od stanja sistema je idealni plin.
Za razliko od kinetične in potencialne energije, ki se nanašata na »zunanje« stanje sistema – ali se telo kot celota giblje, kakšna je lega njegovega masnega središča – se k notranji energiji prišteva prispevke, ki se nanašajo na »notranje« stanje snovi. Taka je po eni strani na primer kinetična energija gradnikov snovi, po drugi pa tudi vrsta prispevkov, ki imajo naravo potencialne energije: energija kemijskih vezi, energija jedrskih vezi ipd.

### Prožnostna energija
Prožnostna energija je energija, ki jo ima prožno deformirano telo. Prožnostna energija napete vijačne vzmeti, za katero velja Hookov zakon, je tako enaka:
{\displaystyle W_{\rm {pr}}={\frac {1}{2}}kx^{2}\!\,.}
Pri tem je x raztezek, k pa konstanta vzmeti.
Prožnostno energijo imajo napeta ali stisnjena prožna telesa (vzmet, elestika, ...). Telesa so prožna, če se po prenehanju delovanja sil povrnejo v prvotno obliko. Napeto ali stisnjeno telo, je zmožno opravljati delo, zato se mu pripisuje posebno obliko energije – prožnostno energijo. Prožnostna energija vzmeti je sorazmerna s kvadratom spremembe njene dolžine. Enaka je polovičnemu produktu koeficienta vzmeti in kvadrata njenega raztezka ali skrčka.

### Toplotna energija
Snov se kemijsko ne spremeni, če se ji spremeni toplotna energija. Zgledi: hladna – vroča voda, voda – vodna para, stisnjen zrak, ...

### Kemijska energija
Kemijska energija je energija, povezana z nastankom in razgradnjo kemijskih vezi v molekulah. Pri vezavi atomov v molekule se lahko nekaj energije sprosti, če gre za eksotermno reakcijo. Nasprotno je treba za razgradnjo kemijske vezi, s katero so povezani atomi v molekuli, pri endotermnih reakcijah vložiti nekaj energije.
Kemijska energija predstavlja največji delež tehnično izrabljene energije: kemijsko energijo premoga, mazuta ali zemeljskega plina se pretvarja v toploto za ogrevanje, kemijsko energijo premoga, mazuta ali zemeljskega plina se pretvarja v termoelektrarnah v električno energijo, kemijsko energijo različnih naftnih derivatov se pretvarja v avtomobilskih, letalskih ali ladijskih motorjih v kinetično energijo ipd.
Snov se kemijsko spremeni, če se ji spremeni kemijska energija. Zgledi: poln – prazen električni akumulator, drva – pepel, bencin – izpušni plini, ...

### Jedrska energija
Podobno kot so vezani atomi v molekuli, so vezani tudi nukleoni v atomskem jedru, le da te povezuje močna jedrska sila. Pri procesih, pri katerih se jedra preoblikujejo, se lahko del te energije sprosti kot jedrska energija.
Pri jedrski reakciji se spremenijo atomi. Zgledi: 238U - 239Np - 239Pu, 232Th -233Pa - 233U

## Lastna energija
Posebna teorija relativnosti ponuja zvezo med lastno oziroma invariantno oziroma mirovno energijo telesa in njegovo maso:
{\displaystyle E=mc^{2}\!\,.}
Pri tem je m mirovna masa telesa, c pa hitrost svetlobe v praznem prostoru.

## Prehodne, tekoče, kratkotrajne
Te vrste energije se pojavijo za krajši ali daljši čas, ko ena izmed neprehodnih oblik energije menja lego, sistem ali obliko. Teh oblik se ne da shranjevati kot takšnih; so kratkotrajne narave.

### Energija električnega toka
Na primer delo enofaznega izmeničnega toka
{\displaystyle W_{\rm {el}}=UIt\!\,,}
kjer je:
- {\displaystyle U\!\,} – električna napetost
- {\displaystyle I\!\,} – električni tok
- {\displaystyle t\!\,} – čas

### Toplota
Na primer količina toplote, ki jo sprejme ali odda snov:
{\displaystyle Q=mc\Delta t\!\,,}
kjer je:
- {\displaystyle c\!\,} – specifična toplota
- {\displaystyle \Delta t\!\,} – temperaturna razlika

### Delo
Na primer delo sile F, ki deluje na poti s:
{\displaystyle A=Fs\!\,,}
kjer je:
- {\displaystyle F\!\,} – sila
- {\displaystyle s\!\,} – pot